# گوکمن‌لر (صائم بی‌لی)
گوکمن‌لر (به ترکی استانبولی: Gökmenler) یک منطقهٔ مسکونی در ترکیه است که در صائم‌بیلی واقع شده‌است.